# Matlab
Matlab (Eigenschreibweise: MATLAB) ist eine proprietäre Programmiersprache und Entwicklungsumgebung des Unternehmens MathWorks zur Lösung mathematischer Probleme und zur grafischen Darstellung der Ergebnisse. Matlab ist vor allem für numerische Berechnungen mithilfe von Matrizen ausgelegt, woher sich auch der Name ableitet: MATrix LABoratory.

## Entstehung
Matlab wurde Ende der 1970er Jahre von Cleve Moler an der Universität New Mexico entwickelt, um den Studenten die Fortran-Bibliotheken LINPACK und EISPACK für lineare Algebra von einer Kommandozeile aus ohne Programmierkenntnisse in Fortran zugänglich zu machen. Zusammen mit Jack Little und Steve Bangert gründete Moler 1984 The MathWorks und machte Matlab zu einem kommerziellen Produkt, das zusammen mit einer ersten Funktionssammlung, der Control System Toolbox, vor allem in der Regelungstechnik viele Anwender fand. Die akademische Bindung ist in der Entwicklung und im Vertrieb von relativ preisgünstigen Studentenversionen bis heute erhalten geblieben und war möglicherweise auch die Grundlage für den Erfolg der Software neben anderen numerischen Plattformen wie MatrixX. Die von Matlab verwendeten Bibliotheken LINPACK und EISPACK wurden im Jahr 2000 durch die ebenfalls in Fortran geschriebenen freien Bibliotheken LAPACK und BLAS ersetzt.

## Einsatz
Matlab dient im Gegensatz zu Computeralgebrasystemen nicht der symbolischen, sondern vorrangig der numerischen (zahlenmäßigen) Lösung von Problemen. Die Software wird in der Industrie und an Hochschulen vor allem für numerische Simulation sowie Datenerfassung, Datenanalyse und -auswertung eingesetzt. Ein weiterer Anwendungsschwerpunkt sind die Wirtschaftswissenschaften, für die Mathworks Erweiterungspakete (z. B. Ökonometrie und Finanzmarkttheorie) bereitstellt.
Matlab ist auch die Basis für Simulink, ein anderes Produkt des Unternehmens The MathWorks, das zur zeitgesteuerten Simulation dient, und Stateflow, das für die ereignisorientierte Simulation benutzt wird, sowie für zahlreiche anwendungs- und domänenspezifische Erweiterungen.

## Struktur und Toolboxes
Programmiert wird unter Matlab in einer proprietären Programmiersprache, die auf der jeweiligen Maschine (Computer) interpretiert wird. Kleinere Programme können als sogenannte Skripte oder Funktionen zu geschlossenen Einheiten verpackt werden, was das Erstellen von anwendungsorientierten „Werkzeugkisten“ (Toolboxes) erlaubt.
Viele solcher Pakete sind auch kommerziell erhältlich. Durch die vereinfachte, mathematisch orientierte Syntax der Matlab-Skriptsprache und die umfangreichen Funktionsbibliotheken für zum Beispiel Statistik, Signal- und Bildverarbeitung ist die Erstellung entsprechender Programme wesentlich einfacher möglich als z. B. unter C. Ein Beispiel ist die Symbolic Toolbox zur Nutzung symbolischer Ausdrücke im Gegensatz zu mit Zahlen belegten Variablen. Ferner gibt es Schnittstellen, um C-Code einzubinden, sowie einen Compiler, mit dem aus einem Skript unabhängig von Matlab lauffähiger C-Code erstellt werden kann. Damit können mathematisch aufwendige Module für C-Projekte in der Matlab-Umgebung entwickelt und getestet werden.
Matlab bietet aus der objektorientierten Programmierung die Konzepte von Klassen, Vererbung, Pakete und Call-by-value-Aufrufen.
Matlab besteht neben der Sprache Matlab aus einer grafischen Desktop-Umgebung, um verschiedene Ansichten wie Variablen, Plots und Code auf einen Blick sehen und viele Aufgaben durch Mausinteraktion und Tastaturkürzel bewältigen zu können.

## Zusammenspiel mit anderen Sprachen
Matlab kann Funktionen etwa in C oder Fortran aufrufen. Dazu muss eine Adapter-Funktion (die sogenannte mexFunction) enthalten sein, die die Übergabe von Parametern und Rückgabewerten steuert.
Bibliotheken in Java, ActiveX, .Net-Framework oder Python können direkt aus Matlab aufgerufen werden. Viele Bibliotheken in Matlab, wie beispielsweise jene für die Anbindung von XML oder SQL, sind als Adapter um Java oder ActiveX aufgebaut. Über den Matlab-Compiler und sogenannte Builder-Addons kann auch die umgekehrte Richtung genutzt werden und man kann aus JAVA oder .NET heraus Funktionen und Code in Matlab aufrufen.
Als Alternative zur MuPAD-basierten Symbolic Math Toolbox (ebenfalls von MathWorks) kann Matlab auch an Maple oder Mathematica angeschlossen werden.

## Alternativen
Da Matlab als Sprache ab Version 6 auf den quelloffenen Bibliotheken LAPACK und BLAS basiert, existieren mittlerweile mehrere kostenlose Alternativen zu Matlab mit gleicher numerischer Qualität. Diese Alternativen fokussieren sich oft auf die Möglichkeiten als Programmiersprache. Vom französischen INRIA (Institut National de Recherche en Informatique et en Automatique) stammt die Alternative Scilab/Xcos. Im Bereich der freien Software gibt es mehrere quelloffene Projekte, welche die Funktionalität von Matlab nachbilden und einzelne Aspekte hervorheben. Diese Projekte streben oft keine direkte Kompatibilität an; die Unterschiede zu Matlab variieren. Im Rahmen des GNU-Projektes ist GNU Octave entstanden, das in weiten Teilen codekompatibel zu Matlab ist. Ein anderes ist das Softwarepaket FreeMat.
Matplotlib und NumPy sind Python-Bibliotheken, die Python zur Matlab-Alternative ausbauen. Numpy basiert ebenfalls auf LAPACK und BLAS. Die Syntax von Python/numpy unterscheidet sich von Matlab, möchte jedoch vergleichbar einfach sein.
Zwei weitere Alternativen sind Scala, eine JVM-basierte Programmiersprache, und ILNumerics, das auf .NET aufsetzt.
Eine neue Alternative zu Matlab ist die in der Syntax ähnliche Programmiersprache Julia.
Die größeren Computeralgebrasysteme, die in erster Linie für symbolische Berechnungen gedacht sind, enthalten auch numerische Algorithmen; als Beispiele seien Maple, Maxima und Mathematica genannt.

## Versionsgeschichte
| Version | Release   | Nr.   | mitgelieferte JVM | Jahr | Veröff.-Datum      |
| ------- | --------- | ----- | ----------------- | ---- | ------------------ |
| 5.0     | Volume 8  |       |                   | 1996 | Dezember 1996      |
| 5.1     | Volume 9  |       |                   | 1997 | Mai 1997           |
| 5.1.1   | R9.1      |       |                   | 1997 |                    |
| 5.2     | R10       |       |                   | 1998 | März 1998          |
| 5.2.1   | R10.1     |       |                   | 1998 |                    |
| 5.3     | R11       |       |                   | 1999 | Januar 1999        |
| 5.3.1   | R11.1     |       |                   | 1999 | November 1999      |
| 6.0     | R12       | 12    | 1.1.8             | 2000 | November 2000      |
| 6.1     | R12.1     | 12    | 1.3.0             | 2001 | Juni 2001          |
| 6.5     | R13       | 13    | 1.3.1             | 2002 | Juli 2002          |
| 6.5.1   | R13SP1    | 13    |                   | 2003 |                    |
| 6.5.2   | R13SP2    | 13    |                   | 2003 |                    |
| 7       | R14       | 14    | 1.4.2             | 2004 | Juni 2004          |
| 7.0.1   | R14SP1    | 14    |                   | 2004 | Oktober 2004       |
|         | R14SP1+   | 14    |                   | 2004 | November 2004      |
| 7.0.4   | R14SP2    | 14    | 1.5.0             | 2005 | 7. März 2005       |
| 7.1     | R14SP3    | 1.5.0 |                   | 2005 | 1. September 2005  |
| 7.2     | R2006a    | 15    | 1.5.0             | 2006 | 1. März 2006       |
| 7.3     | R2006b    | 16    | 1.5.0             | 2006 | 1. September 2006  |
| 7.4     | R2007a    | 17    | 1.5.0_07          | 2007 | 1. März 2007       |
| 7.5     | R2007b    | 18    | 1.6.0             | 2007 | 1. September 2007  |
| 7.6     | R2008a    | 19    | 1.6.0             | 2008 | 1. März 2008       |
| 7.7     | R2008b    | 20    | 1.6.0_04          | 2008 | 9. Oktober 2008    |
| 7.8     | R2009a    | 21    | 1.6.0_04          | 2009 | 6. März 2009       |
| 7.9     | R2009b    | 22    | 1.6.0_12          | 2009 | 4. September 2009  |
| 7.9.1   | R2009bSP1 | 22    | 1.6.0_12          | 2010 | 1. April 2010      |
| 7.10    | R2010a    | 23    | 1.6.0_12          | 2010 | 5. März 2010       |
| 7.11    | R2010b    | 24    | 1.6.0_17          | 2010 | 3. September 2010  |
| 7.11.1  | R2010bSP1 | 24    | 1.6.0_17          | 2011 | 17. März 2011      |
| 7.11.2  | R2010bSP2 | 24    | 1.6.0_17          | 2011 | 5. April 2012      |
| 7.12    | R2011a    | 25    | 1.6.0_17          | 2011 | 8. April 2011      |
| 7.13    | R2011b    | 26    | 1.6.0_17          | 2011 | 1. September 2011  |
| 7.14    | R2012a    | 27    | 1.6.0_17          | 2012 | 1. März 2012       |
| 8       | R2012b    | 28    | 1.6.0_17          | 2012 | 11. September 2012 |
| 8.1     | R2013a    | 29    | 1.6.0_17          | 2013 | 7. März 2013       |
| 8.2     | R2013b    | 30    | 1.7.0_11          | 2013 | 6. September 2013  |
| 8.3     | R2014a    | 31    | 1.7.0_11          | 2014 | 7. März 2014       |
| 8.4     | R2014b    | 32    | 1.7.0_11          | 2014 | 3. Oktober 2014    |
| 8.5     | R2015a    | 33    | 1.7.0_60          | 2015 | 5. März 2015       |
| 8.5     | R2015aSP1 | 33    | 1.7.0_60          | 2015 | 14. Oktober 2015   |
| 8.6     | R2015b    | 34    | 1.7.0_60          | 2015 | 3. September 2015  |
| 9.0     | R2016a    | 35    | 1.7.0_60          | 2016 | 3. März 2016       |
| 9.1     | R2016b    | 36    | 1.7.0_60          | 2016 | 15. September 2016 |
| 9.2     | R2017a    | 37    | 1.7.0_60          | 2017 | 9. März 2017       |
| 9.3     | R2017b    | 38    | 1.8.0_121         | 2017 | 21. September 2017 |
| 9.4     | R2018a    | 39    | 1.8.0_144         | 2018 | 15. März 2018      |
| 9.5     | R2018b    | 40    | 1.8.0_152         | 2018 | 12. September 2018 |
| 9.6     | R2019a    | 41    | 1.8.0_181         | 2019 | 20. März 2019      |
| 9.7     | R2019b    | 42    | 1.8.0_202         | 2019 | 11. September 2019 |
| 9.8     | R2020a    | 43    |                   | 2020 | 19. März 2020      |
| 9.9     | R2020b    | 44    |                   | 2020 | 17. September 2020 |
| 9.10    | R2021a    | 45    |                   | 2021 | 11. März 2021      |
| 9.11    | R2021b    | 46    |                   | 2021 | 22. September 2021 |
| 9.12.0  | R2022a    | 47    |                   | 2022 | 9. März 2022       |
| 9.13    | R2022b    | 48    | 1.8.0_202         | 2022 | 24. August 2022    |
| 9.14.0  | R2023a    | 49    |                   | 2023 | 16. März 2023      |
| 23.2    | R2023b    |       |                   | 2023 | 14. September 2023 |
| 24.1    | R2024a    |       |                   | 2024 | 4. April 2024      |
| 24.2    | R2024b    |       |                   | 2024 | 12. September 2024 |